# اوک پوینت (تگزاس)
اوک پوینت، تگزاس(به انگلیسی: Oak Point, Texas) شهری در ایالت تگزاس از ایالات جنوبی ایالات متحده آمریکا است. در سرشماری سال ۲۰۰۰، جمعیت این شهر ۱۷۴۷ نفر اعلام شد.